# ¿Qué es una nación?

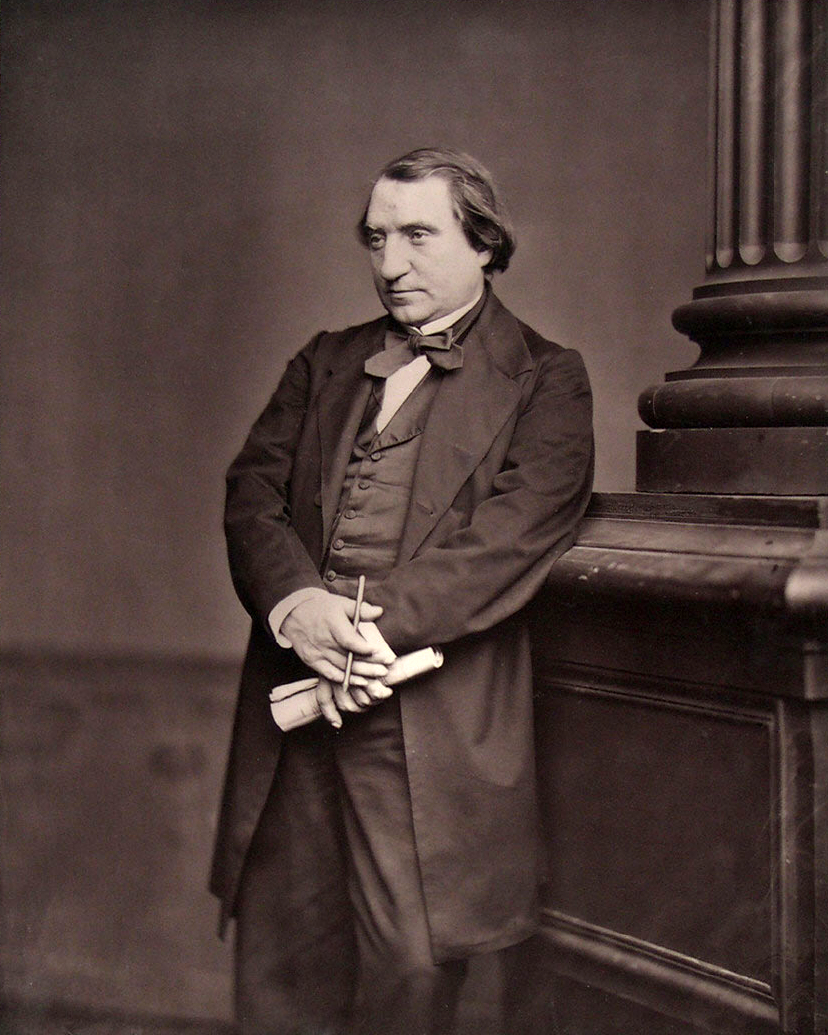
Fotografía de retrato de Ernest Renan.

«¿Qué es una nación?» (en francés: Qu’est-ce qu’une nation?) es una conferencia del historiador francés Ernest Renan (1823-1892) pronunciada el 11 de marzo de 1882 en la Sorbona, París. Es conocida por las afirmaciones de que una nación es «un referéndum diario», y que las naciones se basan tanto en lo que la gente olvida conjuntamente como en lo que recuerda. Con frecuencia se cita o se antologiza en obras de historia o ciencia política relacionadas con el nacionalismo y la identidad nacional. Ejemplifica una comprensión social constructivista de la nación.

## Temas

### Análisis histórico
Renan explica que desde la desmembración del Imperio carolingio, Europa se dividió en naciones y se estableció una «especie de equilibrio», de modo que las naciones existentes al momento de su escrito en 1882, tales como Francia, Alemania, Inglaterra y Rusia, continuarán existiendo durante cientos de años, y que cualquier nación que intente dominar a otras será rápidamente empujada hacia sus propias fronteras por una coalición de otras naciones: «El establecimiento de un nuevo imperio romano o de un nuevo imperio de Carlomagno ha llegado a ser una imposibilidad». Luego, en una comparativa de pueblos históricos, explica cómo las naciones, entendidas de ese modo, «son algo bastante nuevo en la historia».
Según el historiador francés fueron las invasiones germánicas comenzadas en el siglo V las que introdujeron al mundo un principio que luego sirvió de base a la existencia de las naciones —el cual hoy puede ser entendido como asimilación cultural. Los germanos, cuenta Renan, adoptaron la lengua y la religión cristiana de los pueblos conquistados, y también se mezclaron racialmente con ellos, de modo que generaciones después se habían fusionado en un solo pueblo cultural y etnográficamente homogéneo, creándose así «el molde mismo de la nación». Algo similar ocurrió con los normandos.   
Elogia al siglo XVIII por sus logros relacionados con la humanidad y la restauración de la identidad pura del hombre, una libre de conceptos erróneos y variaciones socialmente establecidas. Además afirma que las naciones existentes al momento de su escrito en 1882, tales como Francia, Alemania, Inglaterra y Rusia, continuarán existiendo durante cientos de años, y que cualquier nación que intente dominarlas será rápidamente empujada hacia sus propias fronteras por una coalición de otras naciones: «El establecimiento de un nuevo Imperio Romano o Carlomagniano se ha convertido en una imposibilidad».

### Falsos fundamentos de nacionalidad
Renan comienza su ensayo señalando que existe una confusión frecuente entre la idea de nacionalidad y de agrupaciones raciales o lingüísticas, la cual puede producir «los errores más graves», y promete realizar un examen similar a una autopsia, «de una manera absolutamente fría e imparcial».
Renan presenta y descredita los factores que generalmente son considerados la base de la nacionalidad. Empieza por la raza, concluyendo que la consideración etnográfica «no ha estado presente para nada en la constitución de las naciones modernas», y entre sus ejemplos menciona a Francia, como «céltica, ibérica, germánica»... «Los países más nobles, Inglaterra, Francia e Italia, son aquellos donde la sangre está más mezclada». Ataca al factor lingüístico, pues el idioma «invita a la gente a unirse, pero no los obliga a hacerlo». En muchos países, como en Suiza, viven hablantes de varios idiomas, mientras que muchas naciones que comparten un idioma común —como los Estados Unidos y Reino Unido— son, no obstante, distintas. 
Tampoco la religión, dice Renan, es la base de la nacionalidad moderna, pues la misma «se ha convertido en un asunto individual» y los países ya no operan sobre la noción de religiones operando unas contra otras y obligando a las personas a elegir entre una u otra. «Puedes ser francés, inglés, alemán, siendo católico, protestante, judío o no practicar ninguna religión». La geografía y el interés mutuo tampoco logran definir la nación, ya que las naciones a menudo existen separadas por tremendos límites sociales o geográficos: «Las montañas no saben cómo forjar países». Al concluir que estos elementos en común son insuficientes para definir una nación, Renan presenta a la nacionalidad en sus propios términos.

### Bases de la nación según Renan

#### El olvido
Renan expone lo que se ha convertido en una de las ideas más famosas y perdurables del ensayo: «El olvido, y hasta diría que el error histórico, es fundamental en la creación de una nación». La investigación histórica, al revelar verdades no deseadas, puede incluso poner en peligro la nacionalidad. Todas las naciones, incluso las más benévolas en la práctica posterior, son fundadas sobre actos de violencia, que son luego olvidados: «La unidad siempre se logra mediante la brutalidad: la unión del norte de Francia con el centro fue el resultado de casi un siglo de exterminio y terror».
Él creía que las personas se unen en sus recuerdos de sufrimiento porque aliviar el dolor requiere un «esfuerzo común» que sirve como base para la unidad. Los miembros de una comunidad sienten como si han logrado algo grandioso cuando son capaces de sobrevivir en condiciones adversas. Renan da algunos ejemplos de países como Turquía y Bohemia, donde hay una estratificación rígida, o donde diferentes comunidades se enfrentan entre sí, y donde la homogeneización de diferentes grupos no pudo ocurrir, lo que resultó en un fracaso de la nacionalidad. Esto conduce a la siguiente declaración:
Así la esencia de una nación consiste en que todos los individuos tengan muchas cosas en común, y también en que todos hayan olvidado muchas cosas. Ningún ciudadano francés sabe si es burgundio, alano, taífalo, visigodo; todo ciudadano francés debe haber olvidado la noche de San Bartolomé o las matanzas del Mediodía en el siglo XIII.

#### El alma de la nación
Renan afirma:
Una nación es un alma, un principio espiritual. Dos cosas que, propiamente hablando, son realmente una y la misma, constituyen esta alma, este principio espiritual. Uno es el pasado, el otro es el presente. Uno es la posesión en común de un rico legado de recuerdos; el otro es el consentimiento presente, el deseo de vivir juntos, el deseo de seguir invirtiendo en el patrimonio que hemos recibido en común. [...] La nación, como el individuo, es el resultado de un largo pasado de esfuerzos, sacrificios y devociones. De todos los cultos, el de los antepasados es el más legítimo: nuestros antepasados nos han hecho lo que somos. Un pasado heroico con grandes hombres y gloria (me refiero a la verdadera gloria) es el capital social sobre el que descansa la idea nacional. Estas son las condiciones esenciales para ser pueblo: tener glorias comunes en el pasado y voluntad de continuarlas en el presente; [...] Uno ama en proporción a los sacrificios que ha cometido y los problemas que ha sufrido. Uno ama la casa que ha construido y que otorga. El cántico espartano: «Somos lo que fuiste; seremos lo que eres», es, en su sencillez, el himno resumido de toda patria.

#### El consentimiento continuado
Un elemento muy importante de la nacionalidad, dice Renan, es el deseo de seguir formando parte de la nación:
La existencia de una nación (perdónenme por esta metáfora) es un referéndum diario, así como la existencia continuada de un individuo es una afirmación perpetua de la vida.
Esto lleva a Renan a la conclusión de que «una nación nunca tiene un verdadero interés en anexar o mantener otra región en contra de los deseos de su gente». En otras palabras, a las áreas como estados o provincias que deseen separarse se les debería permitir hacerlo: «Si surgen dudas sobre las fronteras nacionales, consulten a la población sobre la zona en disputa. Tienen derecho a una opinión sobre el tema». Él ve en Suiza un excelente ejemplo de una nación establecida por voluntad de elección:
Suiza, tan bien hecha, ya que se hizo con el consentimiento de sus diferentes partes, cuenta con tres o cuatro lenguas. Hay algo en el hombre que es superior al lenguaje, a saber, la voluntad.
Renan concluye que la nacionalidad no es un concepto eterno, sino que cambia con el tiempo (como todo lo demás en este mundo): «Una confederación europea probablemente reemplazará a las naciones de hoy». En el momento actual, sin embargo, la existencia de naciones separadas sirve para garantizar la libertad, de una manera que se perdería si el mundo entero sirviera bajo una ley y un amo: «Cada uno trae una nota al gran concierto de la humanidad».

## Legado y crítica
El argumento de Renan sobre una nación establecida por voluntad de elección, se resumió en el término alemán Willensnation («nación por voluntad»), utilizado para describir el estado de Suiza como un estado federal por elección, y no a lo largo de fronteras étnicas. El término se hizo popular para describir el modelo político suizo después de la Primera Guerra Mundial y se sigue invocando.
El historiador político Karl Deutsch, en una cita a veces atribuida erróneamente a Renan, dijo que una nación es «un grupo de personas unidas por una visión errónea del pasado y el odio a sus vecinos».
La obra de Benedict Anderson de 1983, Comunidades imaginadas (en inglés, Imagined Communities), que afirma que una nación es una «comunidad política imaginada», sostiene que Renan se contradice cuando afirma que los franceses deben haber olvidado la masacre del día de San Bartolomé, pero no explica qué es. En otras palabras, Renan asume que todos sus lectores recordarán la masacre que él dice haber olvidado. Anderson también señala que la razón por la que muchos ciudadanos franceses de la época de Renan sabían algo de estas masacres era porque se enteraron de ellas en las escuelas estatales. Por lo tanto, el estado mismo preservó el conocimiento que necesitaba ser olvidado para la identidad nacional.
En un libro de 1995, «Por amor al país: Un ensayo sobre patriotismo y nacionalismo» (en inglés, «For Love of Country: An essay on patriotism and nationalism»), el teórico político de la Universidad de Princeton Maurizio Viroli calificó el ensayo de Renan como «la interpretación más influyente de finales del siglo XIX sobre el significado de nación», debido a que se centra en el «principio espiritual» en contraposición a la raza, religión o geografía.
Otros autores, como Joxe Azurmendi, consideran que realmente no existe tal oposición a las razones basadas en la raza, la geografía, la historia, etc. Argumentan que Renan mantiene su formación intelectual pero sutilmente, es decir, los argumentos que utilizó explícitamente en «¿Qué es una nación?» no son consistentes con su pensamiento. El concepto de «plebiscito diario» sería ambiguo. Sostienen que la definición es una idealización oportunista y debe interpretarse dentro de la guerra franco-prusiana y en medio de la disputa sobre la región de Alsacia-Lorena.